# کرامول لاس وگاس
کرام‌ول لاس وگاس (انگلیسی: The Cromwell Las Vegas) یک هتل و کازینو لوکس در لاس وگاس استریپ، آمریکا است.
این هتل که در سال ۱۹۷۹ میلادی تأسیس شده دارای ۱۸۸ اتاق و ۳٬۷۱۷ مترمربع فضای کازینو است.
ابتدا تحت مالکیت Boyd Gaming در سال 1979 با نام Barbary Coast ساخته و افتتاح شد و تا سال 2007 به همین نام شناخته میشد.
سپس طی سالهای 2007 تا 2013 توسط Harrah's Entertainment خریداری شد و تحت عنوان Bill's به فعالیت خود ادامه داد.
سپس Caesars Entertainment آنرا درسال 2013 تا سال 2014 بازسازی کرد و پس از تبدیل آن به یک بوتیک هتل و کازینو، تحت عنوان The Cromwell، آن را تا به امروز تحت اختیار گرفته است.
کلاب Drai's این هتل یکی از نایت کلاب/دی کلاب های مشهور و پرطرفدار لاس وگاس است. 

## نگارخانه

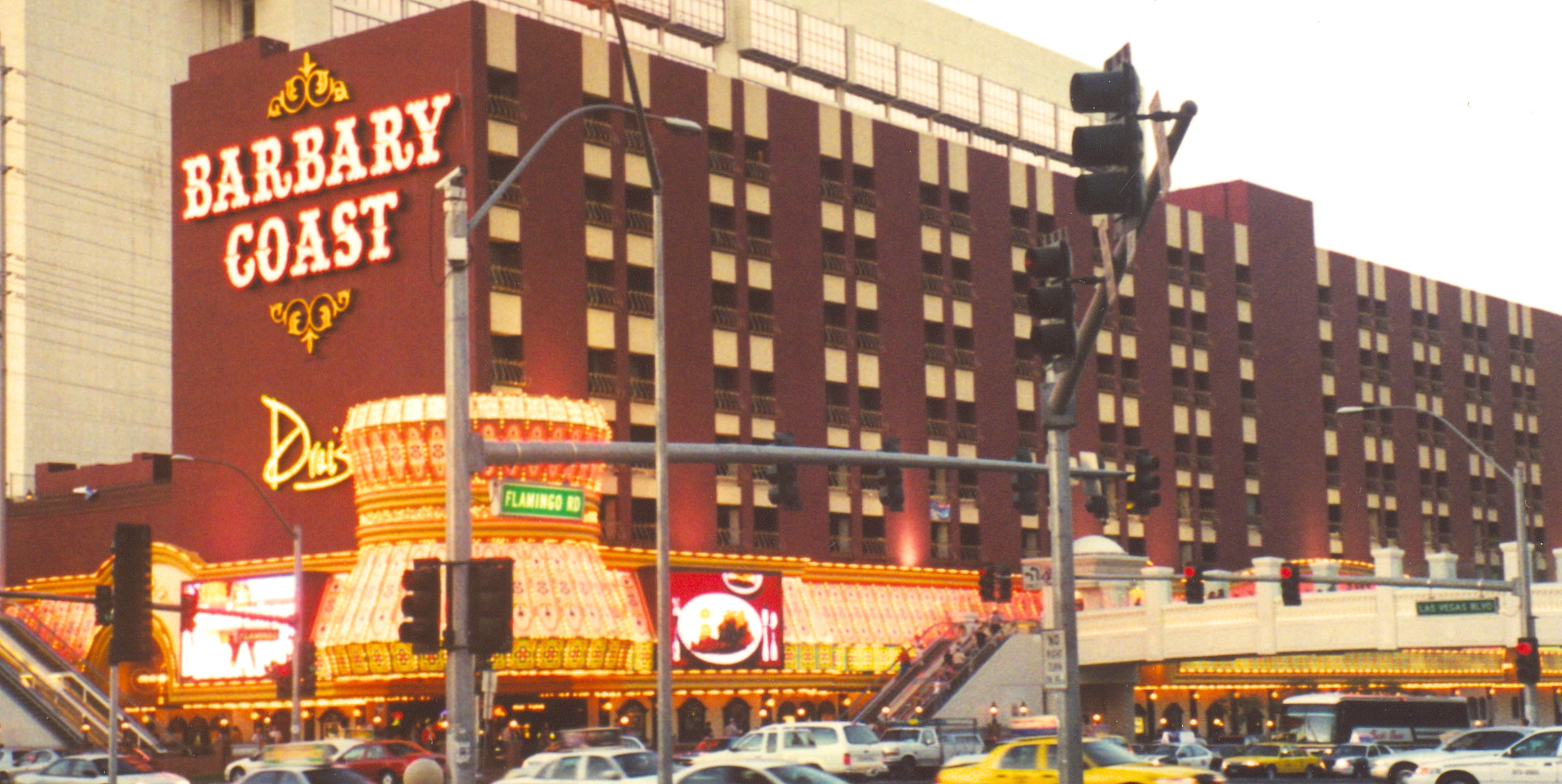
۲۰۰۰
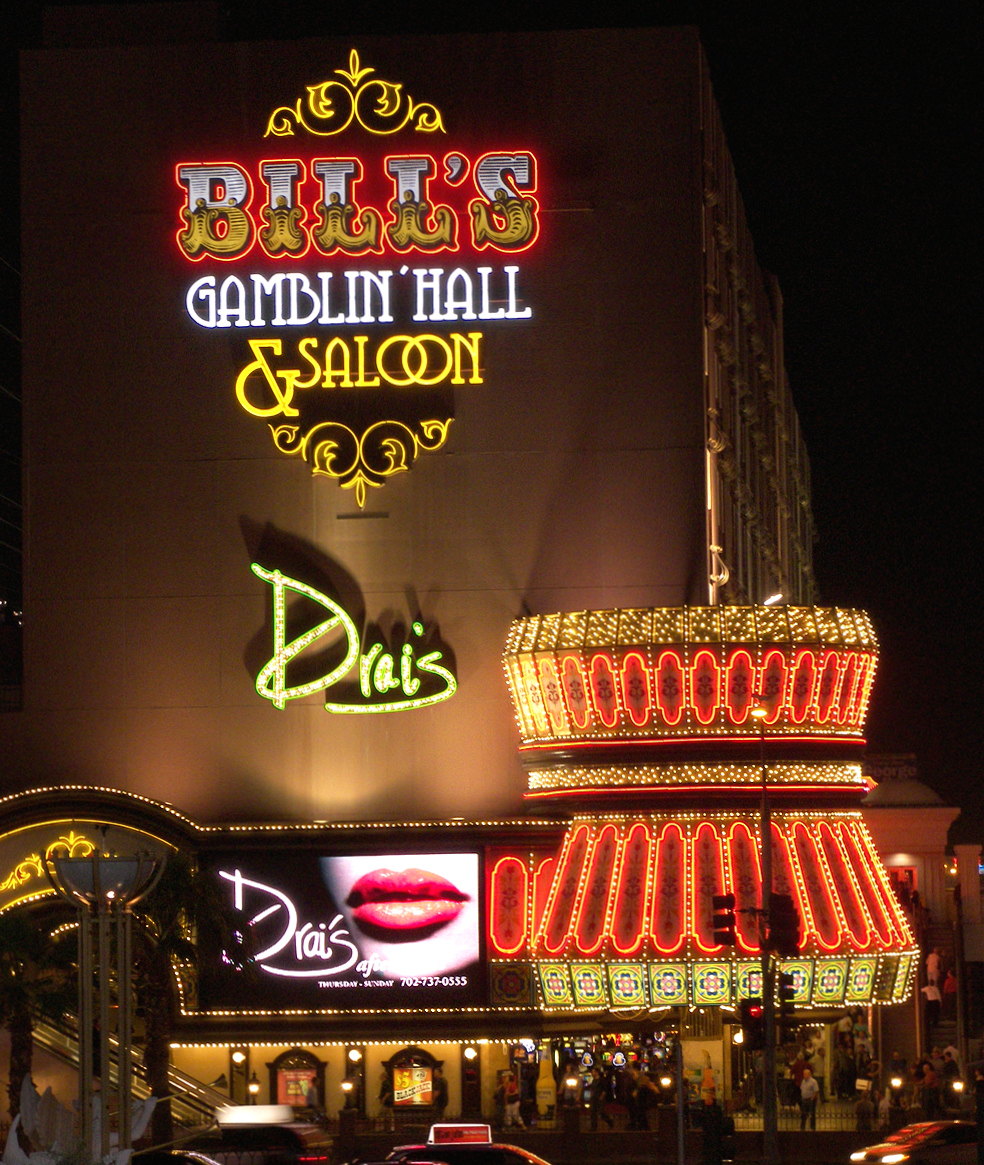
۲۰۰۷
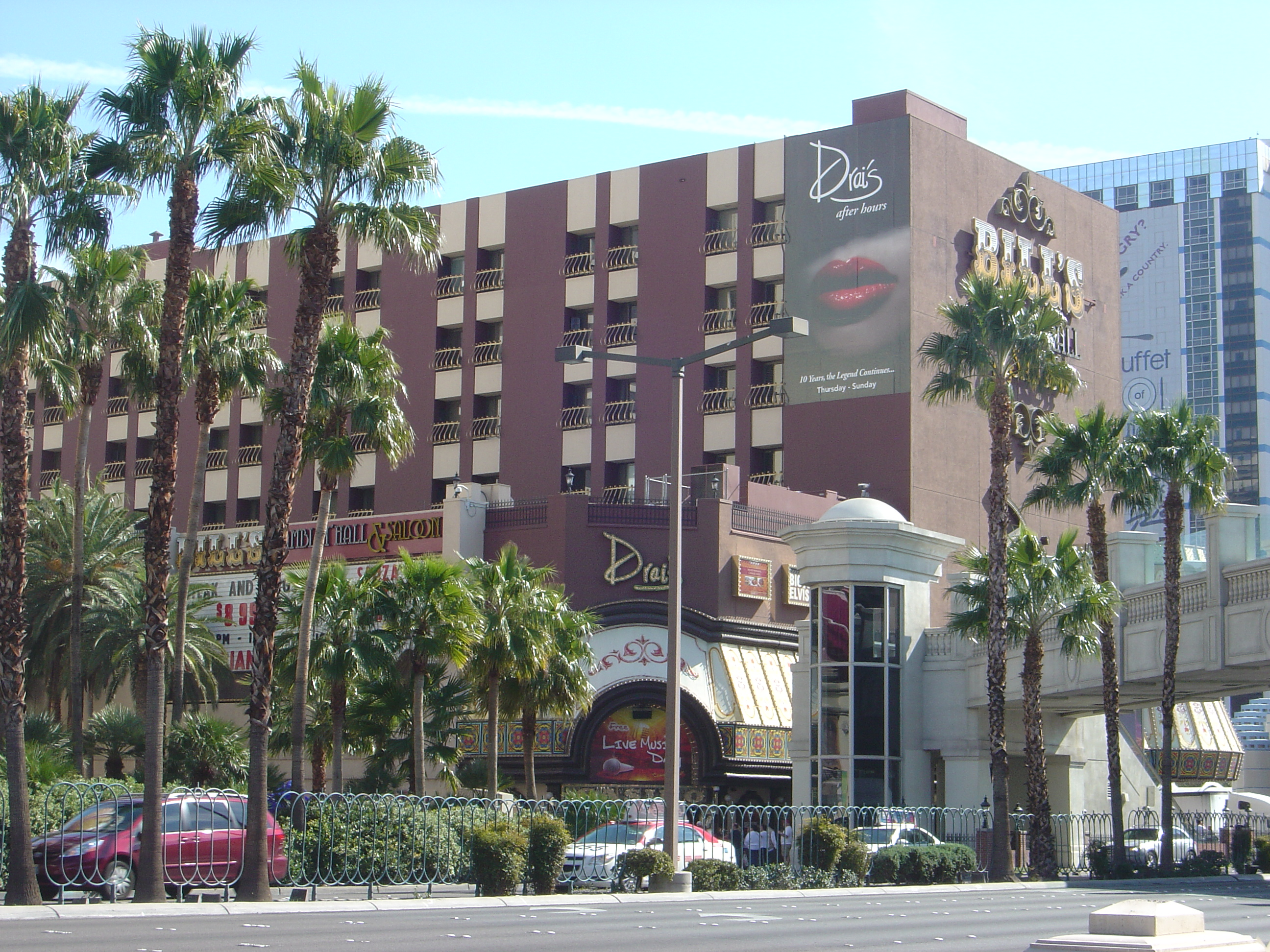
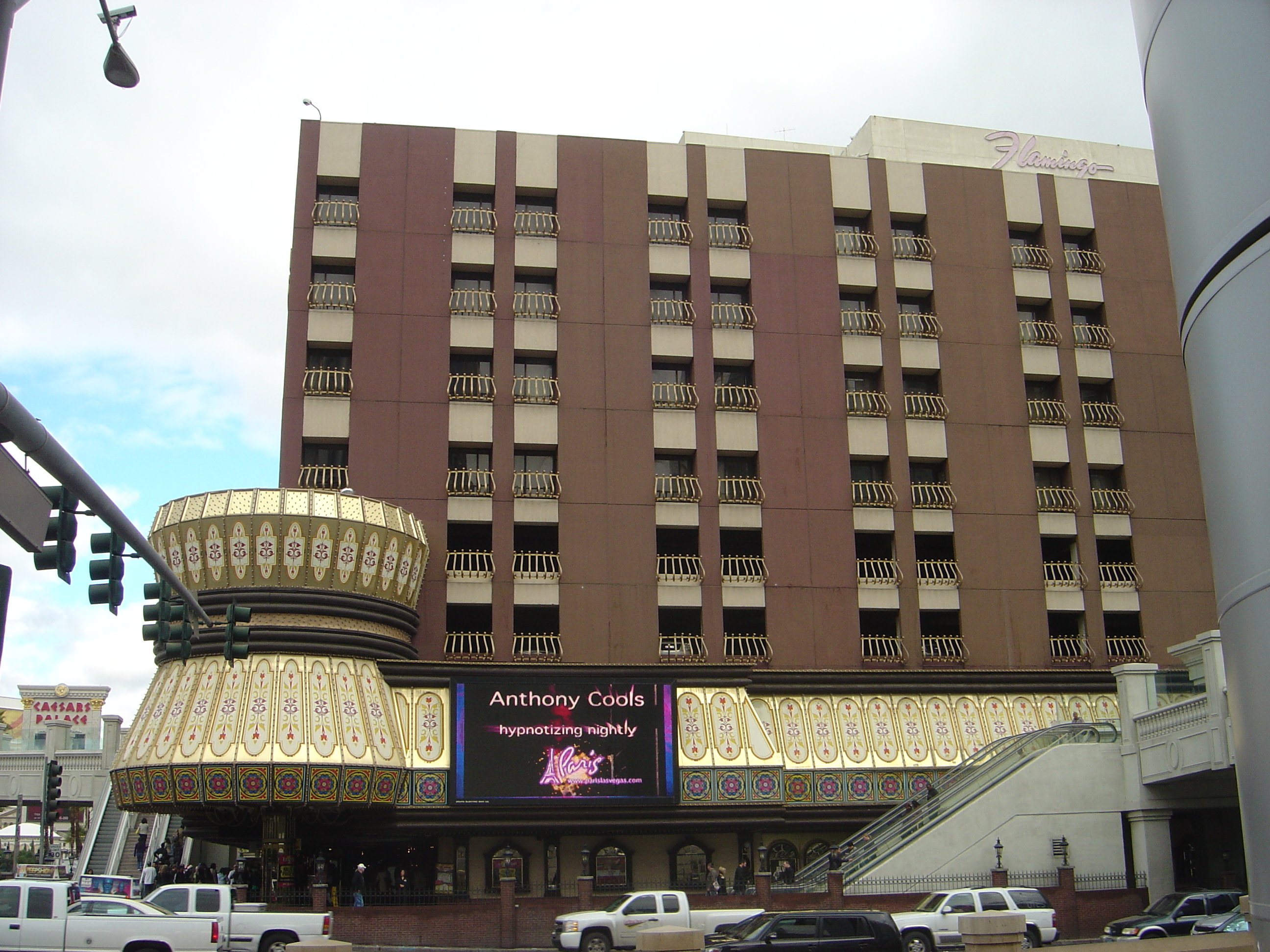